# Diego Luna
Diego Luna Alexander (Mexikóváros, 1979. december 29. –) mexikói színész, rendező és producer. Mexikói telenovella szerepeit követően – többek között – szerepelt az Anyádat is, a Fegyvertársak, a Milk, a Dirty Dancing 2., a Terminál és a Zsivány Egyes – Egy Star Wars-történet című filmekben. Ő alakította Miguel Ángel Félix Gallardo drogbárót a Narcos: Mexikó című bűnügyi televíziós sorozatban.

## Gyermekkor
Diego Luna Fiona Alexander brit jelmeztervező és Alejandro Luna mexikói díszlettervező gyermekeként jött világra. Édesanyja a színész kétéves korában autóbalesetben elhunyt. Mindkét szülője fontosnak tartotta, hogy gyermekük a filmek világában nőjön fel, így Luna gyermekkorának nagy részét forgatásokon töltötte.

## Pályafutása
Diego Luna már gyermekként televízióban, filmekben és színpadon játszott. Első nagyobb szerepeit telenovellákban játszotta Gael García Bernal oldalán, akivel máig a legjobb barátok. Szintén Bernallal tűnt fel a kritikusok által is elismert Anyádat is! (Y tu mamá también) című 2001-es mexikói filmben, amelyet Oscar-díjra is jelöltek.
Azóta több mexikói és amerikai filmben játszott, többek között a Dirty Dancing 2., a Terminál, a Nikotin és a Rossz pénz című alkotásokban.
Az élet könyve című animációs filmben beszéd- és énekhangját kölcsönözte a főszereplő Manolo Sancheznek.
2016-ban ő alakította Cassian Andort a Zsivány Egyes – Egy Star Wars-történet című filmben, amely meghozta neki az igazi nemzetközi ismertséget.
Tovább alakítja a karaktert az Andor sorozatban.

## Magánélet
Luna 2008-ban házasodott össze Camila Sodi mexikói modellel.
Két gyermekük született, egy fiú, Jerónimo és egy kislány, Fiona. 2013-ban elváltak.

## Filmográfia

### Film

#### Színészként

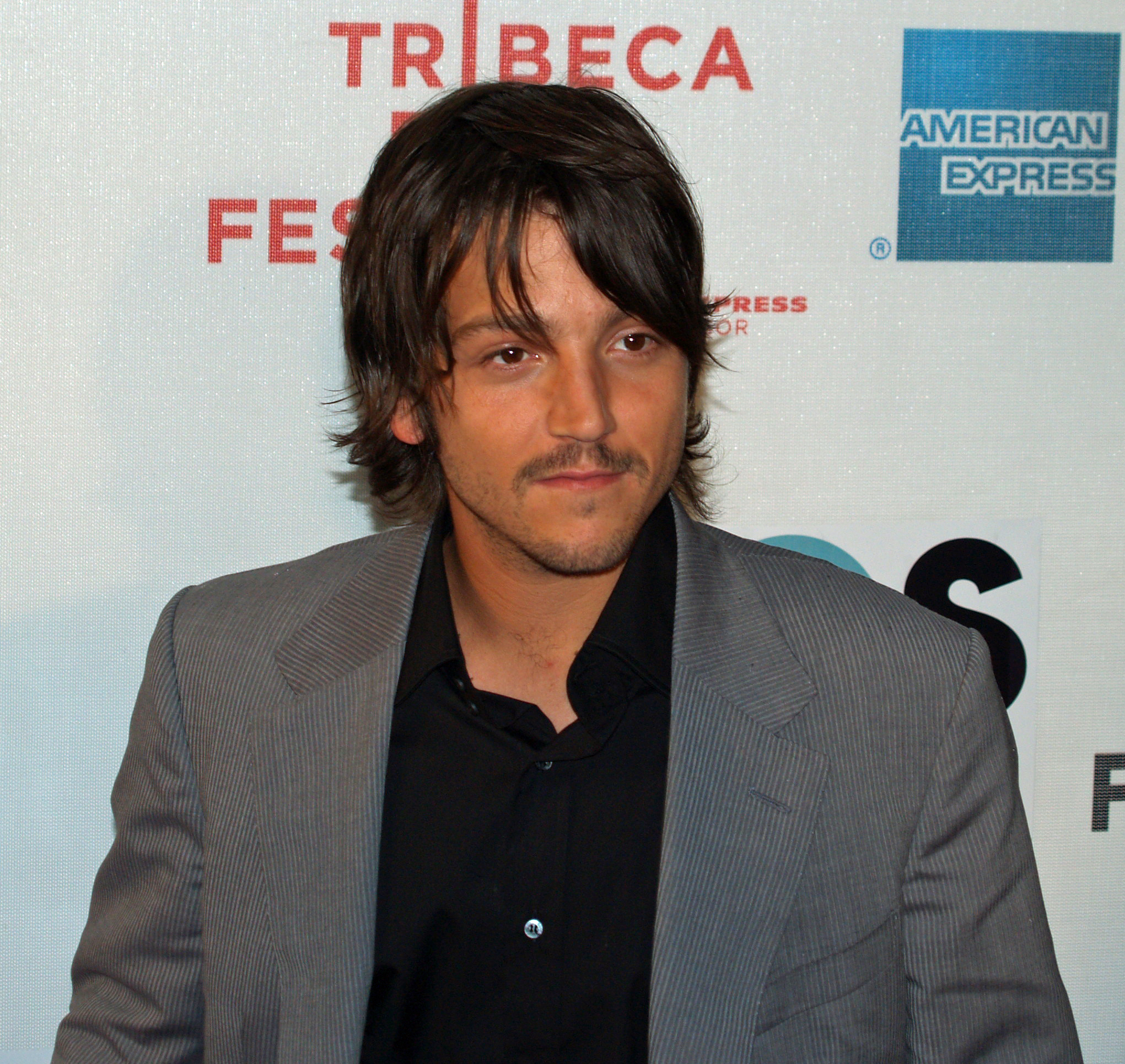
Luna a 2007-es Tribeca Filmfesztiválon

| Év   | Magyar cím                             | Eredeti cím                      | Szerep                   | Magyar hang       |
| ---- | -------------------------------------- | -------------------------------- | ------------------------ | ----------------- |
| 1999 | A halál édes illata                    | A Sweet Scent of Death           | Ramón                    |                   |
| 2000 | Mielőtt leszáll az éj                  | Before Night Falls               | Carlos                   |                   |
| 2001 | Anyádat is                             | Y Tu Mamá También                | Tenoch Iturbide          |                   |
| 2002 | Frida                                  | Frida                            | Alejandro Gonzalez Arias | Minárovits Péter  |
| 2002 | Vámpírok: A gyilkos csapat             | Vampires: Los Muertos            | Sancho                   |                   |
| 2003 | Nikotin                                | Nicotina                         | Lolo                     |                   |
| 2003 | Biliárdjátékosok                       | Carambola                        | El Perro                 |                   |
| 2003 | Salamina katonái                       | Soldados de Salamina             | Gastón                   |                   |
| 2003 | Fegyvertársak                          | Open Range                       | Button                   | Pálmai Szabolcs   |
| 2004 | Dirty Dancing 2.                       | Dirty Dancing: Havana Nights     | Javier Suarez            | Karácsonyi Zoltán |
| 2004 | Terminál                               | The Terminal                     | Enrique Cruz             |                   |
| 2004 | Rossz pénz                             | Criminal                         | Rodrigo                  |                   |
| 2006 |                                        | Sólo Dios sabe                   | Damián                   |                   |
| 2006 | A sötétség ideje                       | Fade to Black                    | Tommaso Moreno           |                   |
| 2006 |                                        | Un mundo maravilloso             | Riporter Stockholmban    |                   |
| 2007 |                                        | El búfalo de la noche            | Manuel                   |                   |
| 2007 | Imitátorok                             | Mister Lonely                    | Michael Jackson          |                   |
| 2008 | A bosszú angyalai                      | Just Walking                     | Gabriel                  |                   |
| 2008 | Passzolj, tesó!                        | Rudo y Cursi                     | Beto                     |                   |
| 2008 | Milk                                   | Milk                             | Jack Lira                | Karácsonyi Zoltán |
| 2012 | Csempészek                             | Contraband                       | Gonzalo                  | Hegedüs Miklós    |
| 2012 | Latin macsó visszavág                  | Casa de Mi Padre                 | Raul Álvarez             |                   |
| 2013 | Elysium – Zárt világ                   | Elysium                          | Julio                    | Fehér Tibor       |
| 2014 | Az élet könyve                         | The Book of Life                 | Manolo Sanchez (hangja)  |                   |
| 2016 | Az utolsó emberig                      | Blood Father                     | Jonah Pincerna           | Karácsonyi Zoltán |
| 2016 |                                        | The Bad Batch                    | Jimmy                    |                   |
| 2016 | Zsivány Egyes – Egy Star Wars-történet | Rogue One: A Star Wars Story     | Cassian Andor            | Markovics Tamás   |
| 2017 | Egyenesen át                           | Flatliners                       | Ray                      | Karácsonyi Zoltán |
| 2017 |                                        | Crow: The Legend (rövidfilm)     | Moth (hangja)            |                   |
| 2018 | Ha a Beale utca mesélni tudna          | If Beale Street Could Talk       | Pedrocito                |                   |
| 2019 |                                        | Berlin, I Love You               | Drag Queen               |                   |
| 2019 | Egy esős nap New Yorkban               | A Rainy Day in New York          | Francisco Vega           |                   |
| 2020 |                                        | Wander Darkly                    | Matteo                   |                   |
| 2021 | Trollvadászok: A titánok felemelkedése | Trollhunters: Rise of the Titans | Krel Tarron (hangja)     |                   |
| 2022 | DC Szuperállatok Ligája                | DC League of Super-Pets          | Chip (hangja)            | Seder Gábor       |

#### Rendezőként
| Év   | Magyar cím | Eredeti cím  | Feladatkör | Feladatkör | Feladatkör |
| Év   | Magyar cím | Eredeti cím  | Rendező    | Producer   | Író        |
| ---- | ---------- | ------------ | ---------- | ---------- | ---------- |
| 2010 |            | Abel         | Igen       | Igen       | Nem        |
| 2014 |            | Cesar Chavez | Igen       | Igen       | Nem        |
| 2014 |            | Mr. Pig      | Igen       | Igen       | Igen       |

### Televízió
| Év         | Magyar cím                       | Eredeti cím                    | Szerep                      | Megjegyzések                                          |
| ---------- | -------------------------------- | ------------------------------ | --------------------------- | ----------------------------------------------------- |
| 1992       |                                  | El abuelo y yo                 | Luis                        |                                                       |
| 1995       |                                  | El premio mayor                | Quique Domínguez            | Visszatérő szereplő                                   |
| 1999       |                                  | La vida en el espejo           | Eugenio Román Franco        |                                                       |
| 2002       |                                  | Fidel                          | Renato Guitart              | Tévéfilm                                              |
| 2010       | Bolygónk vándorai                | Great Migrations               | Narrátor                    | Minisorozat                                           |
| 2013       | Amerikai fater                   | American Dad!                  | Mauricio (hangja)           | Epizód: "Poltergasm"                                  |
| 2015       |                                  | Casanova                       | Giacomo Casanova            | pilot epizód                                          |
| 2018       | Trollvadászok                    | Trollhunters: Tales of Arcadia | Krel Tarron (hangja)        | Epizód: "In Good Hands"                               |
| 2018– 2020 | Narcos: Mexikó                   | Narcos: Mexico                 | Miguel Ángel Félix Gallardo | - 1-2. évad: Főszereplő - 3. évad: Vendég - 21 epizód |
| 2018– 2019 | Hárman a Földön: Arcadia meséi   | 3Below: Tales of Arcadia       | Krel Tarron (hangja)        | Főszereplő                                            |
| 2020       |                                  | Home Movie: The Princess Bride | Inigo Montoya               | Minisorozat                                           |
| 2020       | Varázslók: Arcadia meséi         | Wizards: Tales of Arcadia      | Krel Tarron (hangja)        | 3 epizód                                              |
| 2020       |                                  | Pan y Circo                    | Önmaga (műsorvezető)        | Beszélgetős műsor                                     |
| 2021       |                                  | Maya and the Three             | Zatz (hangja)               | Minisorozat                                           |
| 2022–      | Andor                            | Andor                          | Cassian Andor               | Főszereplő és vezető producer                         |
| 2024       | La Máquina: Boksz életre-halálra | La Máquina                     | Andy Luján                  | Főszereplő                                            |

### Videoklipek
| Év   | Cím                     | Előadó      | Megjegyzések |
| ---- | ----------------------- | ----------- | ------------ |
| 2011 | "The One That Got Away" | Katy Perry  | Fiú barát    |
| 2018 | "El beso"               | Mon Laferte | Férfi        |

## Díjak és elismerések
| Év   | Díj                                           | Kategória                                                                    | Jelölés tárgya                         | Eredmény |
| ---- | --------------------------------------------- | ---------------------------------------------------------------------------- | -------------------------------------- | -------- |
| 2002 | Velencei Nemzetközi Filmfesztivál             | Marcello Mastroianni-díj (megosztva Gael García Bernallal)                   | Anyádat is                             | Elnyerte |
| 2002 | Young Artist Award                            | Legjobb színész egy nemzetközi filmben (megosztva Gael García Bernallal)     | Anyádat is                             | Elnyerte |
| 2002 | MTV Movie & TV Awards                         | Legjobb sértés (megosztva Gael García Bernallal)                             | Anyádat is                             | Elnyerte |
| 2002 | MTV Movie & TV Awards                         | Legjobb csók (megosztva Maribel Verdúval és Gael García Bernallal)           | Anyádat is                             | Jelölve  |
| 2004 | MTV Movie & TV Awards                         | Kedvenc színész, legjobb alakítás és legrosszabb dohányos                    | Nikotin                                | Elnyerte |
| 2004 | MTV Movie & TV Awards                         | Legjobb Turn-On alakítás                                                     | Nikotin                                | Jelölve  |
| 2004 | MTV Movie & TV Awards                         | Legjobb alakítás                                                             | Fegyvertársak                          | Jelölve  |
| 2004 | MTV Movie & TV Awards                         | Legjobb alakítás                                                             | Salamina katonái                       | Jelölve  |
| 2008 | Awards Circuit Community Awards               | Legjobb szereplőgárda                                                        | Milk                                   | Jelölve  |
| 2009 | Screen Actors Guild-díj                       | Legjobb szereplőgárda (mozifilm)                                             | Milk                                   | Jelölve  |
| 2009 | Critics’ Choice Movie Awards                  | Legjobb szereplőgárda                                                        | Milk                                   | Elnyerte |
| 2009 | Gold Derby Awards                             | Legjobb szereplőgárda                                                        | Milk                                   | Jelölve  |
| 2009 | Cinema Writers Circle Awards                  | Legjobb színész                                                              | A bosszú angyalai                      | Jelölve  |
| 2009 | Goya-díj                                      | Legjobb színész                                                              | A bosszú angyalai                      | Jelölve  |
| 2009 | Ezüst Ariel-díj                               | Legjobb színész                                                              | Passzolj, tesó!                        | Jelölve  |
| 2010 | Deauville-i filmfesztivál                     | Különdíj                                                                     | Abel                                   | Jelölve  |
| 2010 | Mar del Platai filmfesztivál                  | A legjobb latin-amerikai film                                                | Abel                                   | Jelölve  |
| 2011 | Ezüst Ariel-díj                               | Legjobb eredeti forgatókönyv                                                 | Abel                                   | Elnyerte |
| 2011 | Ezüst Ariel-díj                               | Legjobb rendezés                                                             | Abel                                   | Jelölve  |
| 2011 | Arany Ariel-díj                               | Legjobb kép                                                                  | Abel                                   | Jelölve  |
| 2012 | Imagen Awards                                 | Legjobb férfi mellékszereplő                                                 | Latin macsó visszavág                  | Elnyerte |
| 2014 | SXSV filmfesztivál                            | Közönségdíj                                                                  | Cesar Chavez                           | Elnyerte |
| 2014 | ALMA-díj                                      | Különleges teljesítmény egy filmben                                          | Cesar Chavez                           | Elnyerte |
| 2015 | Imagen Awards                                 | Legjobb színész                                                              | Az élet könyve                         | Jelölve  |
| 2015 | World Soundtrack Awards                       | Legjobb eredeti zene (megosztva Gustavo Santaolallaval és Paul Williamsszel) | Az élet könyve                         | Elnyerte |
| 2016 | Dallasi nemzetközi filmfesztivál              | Történetmesélési díj                                                         | Sr. Pig                                | Elnyerte |
| 2016 | Edinburgh-i nemzetközi filmfesztivál          | Közönségdíj                                                                  | Sr. Pig                                | Jelölve  |
| 2017 | Szaturnusz-díj                                | Legjobb férfi mellékszereplő                                                 | Zsivány Egyes – Egy Star Wars-történet | Jelölve  |
| 2017 | Teen Choice Awards                            | Legjobb Sci-Fi színész                                                       | Zsivány Egyes – Egy Star Wars-történet | Jelölve  |
| 2017 | Imagen Awards                                 | Legjobb színész                                                              | Zsivány Egyes – Egy Star Wars-történet | Elnyerte |
| 2018 | Washington D.C. Area Film Critics Association | Legjobb színészgárda                                                         | Ha a Beale utca mesélni tudna          | Jelölve  |
| 2018 | Seattle Film Critics Society                  | Legjobb színészgárda                                                         | Ha a Beale utca mesélni tudna          | Jelölve  |
| 2019 | Critics' Choice Television Awards             | Legjobb színész drámasorozatban                                              | Narcos: Mexikó                         | Jelölve  |
| 2019 | Platino Awards                                | Legjobb színész (minisorozat vagy TV sorozat)                                | Narcos: Mexikó                         | Elnyerte |
| 2020 | Imagen Awards                                 | Legjobb televíziós színész                                                   | Narcos: Mexikó                         | Elnyerte |
| 2021 | Daytime Emmy-díj                              | Kiemelkedő tehetség egy nappali spanyol nyelvű műsorban                      | Pan Y Circo                            | Elnyerte |
| 2023 | Critics' Choice-díj                           | Legjobb színész (drámasorozat)                                               | Andor                                  | Jelölve  |
| 2023 | Golden Globe-díj                              | Legjobb férfi főszereplő (televíziós drámasorozat)                           | Andor                                  | Jelölve  |
| 2023 | Primetime Emmy-díj                            | Legjobb drámasorozat                                                         | Andor                                  | Jelölve  |
| 2023 | Producers Guild of America-díj                | Norman Felton-díj / Legjobb producer epizódikus drámasorozatban              | Andor                                  | Jelölve  |
| 2024 | Szaturnusz-díj                                | Legjobb férfi főszereplő (televíziós sorozat)                                | Andor                                  | Jelölve  |
| 2025 | Golden Globe-díj                              | Legjobb férfi mellékszereplő (minisorozat vagy tévéfilm)                     | La Máquina: Boksz életre-halálra       | Jelölve  |